# Омен (серія фільмів)
«Омен» (англ. Omen) — медіафраншиза, в центрі якої — серія про надприродні фільми жахів, які почалася в 1976 році. У центрі серіалу — Демієн Торн, дитина, народжена Сатаною, яку в дитинстві подарували Роберту та Кетрін Торн. Сім’ї з’ясовують, що Демієн насправді призначений бути Антихристом і, будучи дорослим, намагається отримати контроль над бізнесом Торна та досягти президентського крісла.

## Фільми
| Рік               | Назва                     | Директори                             | Сценаристи                          | Виробники                      | Час виконання     |
| Оригінальна серія | Оригінальна серія         | Оригінальна серія                     | Оригінальна серія                   | Оригінальна серія              | Оригінальна серія |
| ----------------- | ------------------------- | ------------------------------------- | ----------------------------------- | ------------------------------ | ----------------- |
| 1976              | Омен                      | Річард Доннер                         | Девід Зельцер                       | Харві Бернхард                 | 111 хв            |
| 1978              | Омен 2: Деміен            | Дон Тейлор                            | Стенлі Манн і Майк Ходжес           | Харві Бернхард                 | 107 хв            |
| 1981              | Омен 3: останній конфлікт | Грем Бейкер                           | Ендрю Біркін                        | Гарві Бернхард і Річард Доннер | 108 хв            |
| 1991              | Омен 4: Пробудження       | Хорхе Монтезі та Домінік Отенен-Жирар | Гарві Бернхард                      | Гарві Бернхард і Мейс Нойфельд | 97 хв             |
| 2024              | Омен: Початок             | Аркаша Стівенсон                      | Тім Сміт Аркаша Стівенсон Кіт Томас | Девід С. Ґоєр і Кіт Левін      | 119 хв            |
| Римейк            |                           |                                       |                                     |                                |                   |
| 2006              | Омен                      | Джон Мур                              | Девід Зельцер                       | Глен Вільямсон і Джон Мур      | 107 хв            |

## Романи
У серії «Омен» є п’ять романів, перші три є новелізаціями їхніх аналогів у фільмах:
- Омен, випущений у 1976 році, написаний Девідом Зельцером
- Омен 2: Деміен, випущений у 1978 році, написаний Джозефом Говардом
- Омен 3: останній конфлікт, випущений у 1980 році, написаний Гордоном Макгіллом
- Омен 4: Армагедон 2000, випущений у 1982 році та написаний Гордоном Макгіллом
- Омен 5: Огида, випущений у 1985 році та написаний Гордоном Макгіллом